# أربيان البحر الميت
أربيان البحر الميت (الاسم العلمي: Anthemis maris-mortui) هو نوع نباتي يتبع جنس الأربيان من الفصيلة النجمية.

## الموئل والانتشار
الموئل والانتشار في بلاد الشام.